# Acanthodactylus blanci
Acanthodactylus blanci е вид влечуго от семейство Гущерови (Lacertidae). Видът е застрашен от изчезване.

## Разпространение
Разпространен е в Алжир и Тунис.